# Cajarc
Cajarc (prononcé [kaʒaʁ], le c final ne se prononce pas) est une commune française, située dans le sud-est du département du Lot en région Occitanie.
Elle est également dans le causse de Cajarc, le plus petit des quatre causses du Quercy, enserré dans les méandres du Lot et du Célé.
Exposée à un climat océanique altéré, elle est drainée par le Lot, le ruisseau de Lantouy, le ruisseau de Verboul et par divers autres petits cours d'eau. Incluse dans le parc naturel régional des Causses du Quercy, qui a depuis 2017 le label de géoparc mondial Unesco, la commune possède un patrimoine naturel remarquable :  un espace protégé (la réserve naturelle nationale d'intérêt géologique du département du Lot) et cinq zones naturelles d'intérêt écologique, faunistique et floristique.
Cajarc est une commune rurale qui compte 1 134 habitants en 2022. Ses habitants sont appelés les Cajarcois ou  Cajarcoises.

## Géographie
La commune est située dans l'ancienne province du Quercy. Adossée au Causse de Saint-Chels, elle se blottit dans un cirque de plateaux calcaires au pied du Lot.

### Communes limitrophes
Les communes limitrophes sont Salvagnac-Cajarc, Cadrieu, Calvignac, Gréalou, Larnagol, Saint-Chels et Saint-Jean-de-Laur.
La commune est limitrophe du département de l'Aveyron.
| Saint-Chels | Gréalou            | Cadrieu                    |
| Larnagol    | Cajarc             | Salvagnac-Cajarc (Aveyron) |
| Calvignac   | Saint-Jean-de-Laur |                            |

### Climat
Pour des articles plus généraux, voir Climat de l'Occitanie et Climat du Lot.
En 2010, le climat de la commune est de type climat océanique altéré, selon une étude s'appuyant sur une série de données couvrant la période 1971-2000. En 2020, Météo-France publie une typologie des climats de la France métropolitaine dans laquelle la commune est toujours exposée à un climat océanique altéré et est dans la région climatique Ouest et nord-ouest du Massif Central, caractérisée par une pluviométrie annuelle de 900 à 1 500 mm, maximale en automne et en hiver.
Pour la période 1971-2000, la température annuelle moyenne est de 13,3 °C, avec une amplitude thermique annuelle de 15,9 °C. Le cumul annuel moyen de précipitations est de 884 mm, avec 10,7 jours de précipitations en janvier et 6,1 jours en juillet. Pour la période 1991-2020, la température moyenne annuelle observée sur la station météorologique la plus proche, située sur la commune de Faycelles à 14 km à vol d'oiseau, est de 13,1 °C et le cumul annuel moyen de précipitations est de 806,2 mm,. Pour l'avenir, les paramètres climatiques de la commune estimés pour 2050 selon différents scénarios d’émission de gaz à effet de serre sont consultables sur un site dédié publié par Météo-France en novembre 2022.

### Milieux naturels et biodiversité

#### Espaces protégés
La protection réglementaire est le mode d’intervention le plus fort pour préserver des espaces naturels remarquables et leur biodiversité associée,.
La commune fait partie de parc naturel régional des Causses du Quercy, un espace protégé créé en 1999 et d'une superficie de 183 039 ha, qui s'étend sur 102 communes du département du Lot. La cohérence du territoire du Parc s’est fondée sur l’unité géologique d’un même socle de massif karstique, entaillé de profondes vallées. Le périmètre repose sur une unité de paysages autour de la pierre et du bâti (souvent en pierre sèche), de l’empreinte des pelouses sèches et du pastoralisme et de l’omniprésence des patrimoines naturels et culturels,. Ce parc a été classé Géoparc en mai 2017 sous la dénomination « géoparc des causses du Quercy », faisant dès lors partie du réseau mondial des Géoparcs, soutenu par l’UNESCO,.
Un autre espace protégé est présent sur la commune : la réserve naturelle nationale d'intérêt géologique du département du Lot, classée en 2015 et d'une superficie de 800 ha, composée de 59 sites d'intérêts géomorphologique, minéralogique, tectonique et paléontologique remarquables,.

#### Zones naturelles d'intérêt écologique, faunistique et floristique
L’inventaire des zones naturelles d'intérêt écologique, faunistique et floristique (ZNIEFF) a pour objectif de réaliser une couverture des zones les plus intéressantes sur le plan écologique, essentiellement dans la perspective d’améliorer la connaissance du patrimoine naturel national et de fournir aux différents décideurs un outil d’aide à la prise en compte de l’environnement dans l’aménagement du territoire.
- Quatre ZNIEFF de type 1[Note 1] sont recensées sur la commune[17] :
  - les « bois et prairies du vallon du Verboul et des combes tributaires » (841 ha), couvrant 4 communes du département[18] ;
  - le « cours moyen du Lot » (1 543 ha), couvrant 33 communes dont huit dans l'Aveyron et 25 dans le Lot[19] ;
  - « la Fin du Monde, Puczats, Pique Merle et Roc de Conte » (501 ha), couvrant 2 communes du département[20] ;
  - la « montagne de Gaïfié et combes des ruisseaux de l'Oule et de Soubeyre » (1 461 ha), couvrant 7 communes dont quatre dans l'Aveyron et trois dans le Lot[21] ;
- Et une ZNIEFF de type 2[Note 2],[17] :
- la « Moyenne vallée du Lot » (7 893 ha), couvrant 36 communes dont huit dans l'Aveyron et 28 dans le Lot[22].

Carte des ZNIEFF de type 1 et 2 à Cajarc.
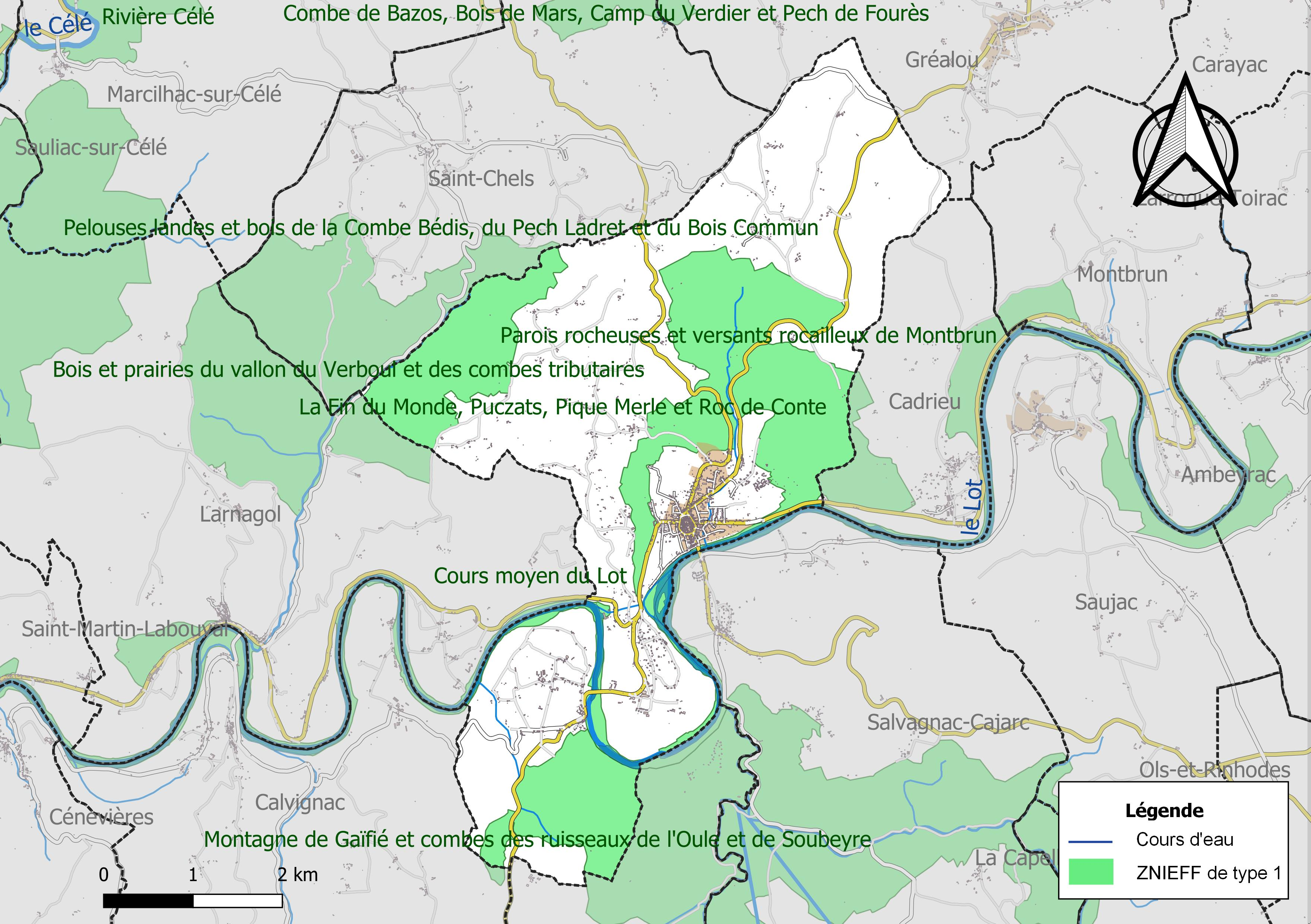
Carte des ZNIEFF de type 1 sur la commune.
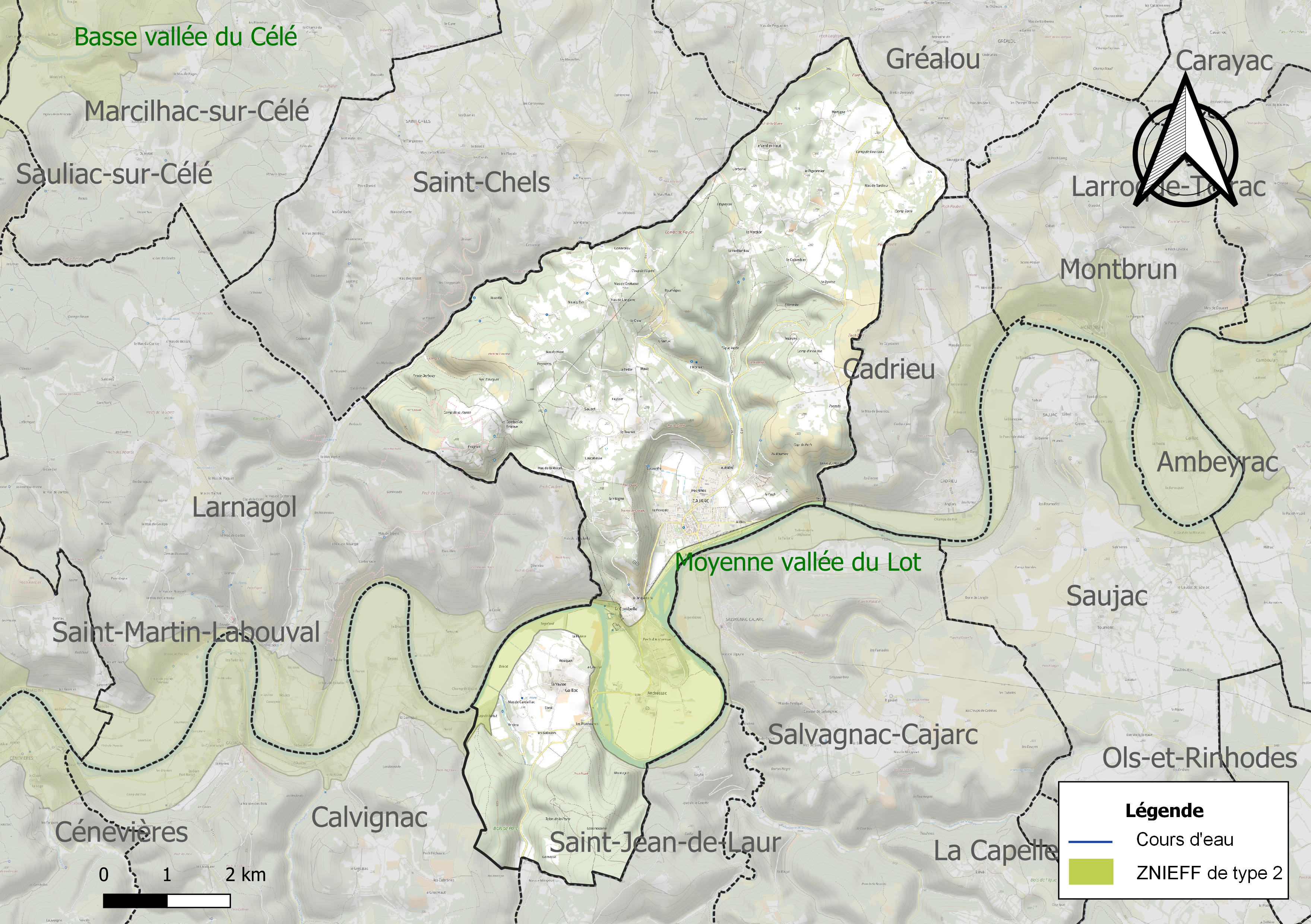
Carte de la ZNIEFF de type 2 sur la commune.

## Urbanisme

### Typologie
Au 1er janvier 2024, Cajarc est catégorisée bourg rural, selon la nouvelle grille communale de densité à sept niveaux définie par l'Insee en 2022.
Elle est située hors unité urbaine et hors attraction des villes,.

### Occupation des sols
L'occupation des sols de la commune, telle qu'elle ressort de la base de données européenne d’occupation biophysique des sols Corine Land Cover (CLC), est marquée par l'importance des forêts et milieux semi-naturels (67,6 % en 2018), une proportion sensiblement équivalente à celle de 1990 (66,8 %). La répartition détaillée en 2018 est la suivante : 
forêts (41 %), milieux à végétation arbustive et/ou herbacée (26,6 %), prairies (12,9 %), terres arables (8,1 %), zones agricoles hétérogènes (5,1 %), eaux continentales (3,8 %), zones urbanisées (2,5 %). L'évolution de l’occupation des sols de la commune et de ses infrastructures peut être observée sur les différentes représentations cartographiques du territoire : la carte de Cassini (XVIIIe siècle), la carte d'état-major (1820-1866) et les cartes ou photos aériennes de l'IGN pour la période actuelle (1950 à aujourd'hui).

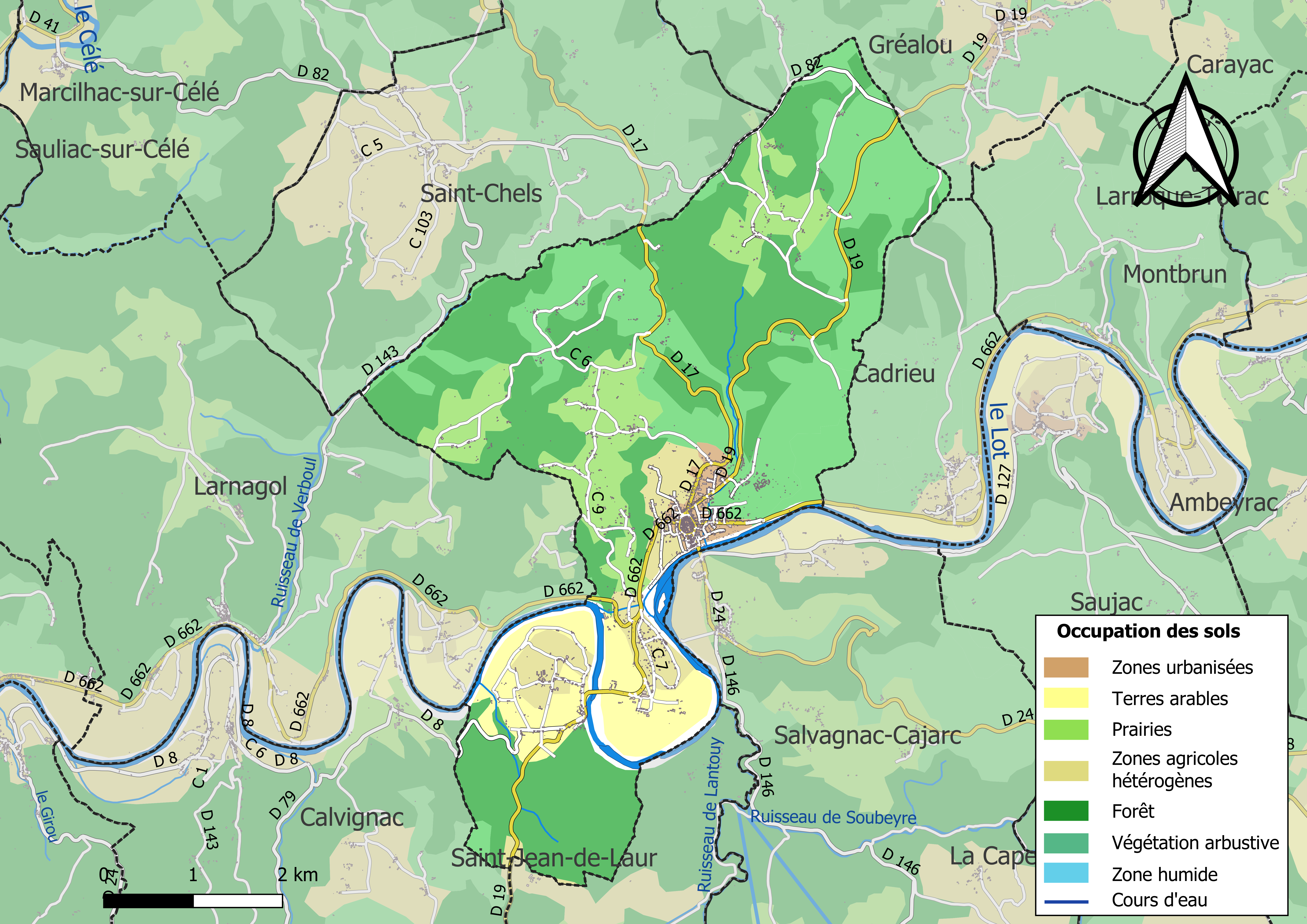
Carte des infrastructures et de l'occupation des sols de la commune en 2018 (CLC).

### Risques majeurs
Le territoire de la commune de Cajarc est vulnérable à différents aléas naturels : météorologiques (tempête, orage, neige, grand froid, canicule ou sécheresse), inondations, feux de forêts, mouvements de terrains et séisme (sismicité très faible). Il est également exposé à un risque technologique, la rupture d'un barrage. Un site publié par le BRGM permet d'évaluer simplement et rapidement les risques d'un bien localisé soit par son adresse soit par le numéro de sa parcelle.

#### Risques naturels
Certaines parties du territoire communal sont susceptibles d’être affectées par le risque d’inondation par débordement de cours d'eau, notamment le Lot. La cartographie des zones inondables en ex-Midi-Pyrénées réalisée dans le cadre du XIe Contrat de plan État-région, visant à informer les citoyens et les décideurs sur le risque d’inondation, est accessible sur le site de la DREAL Occitanie. La commune a été reconnue en état de catastrophe naturelle au titre des dommages causés par les inondations et coulées de boue survenues en 1982, 1993, 1999, 2003, 2011 et 2021,.
Cajarc est exposée au risque de feu de forêt du fait de la présence sur son territoire du massif de la Moyenne vallée du Lot. Un plan départemental de protection des forêts contre les incendies a été approuvé par arrêté préfectoral le 30 novembre 2015 pour la période 2015-2025. Les propriétaires doivent ainsi couper les broussailles, les arbustes et les branches basses sur une profondeur de 50 mètres, aux abords des constructions, chantiers, travaux et installations de toute nature, situées à moins de 200 mètres de terrains en nature de bois, forêts, plantations, reboisements, landes ou friches. Le brûlage des déchets issus de l’entretien des parcs et jardins des ménages et des collectivités est interdit. L’écobuage est également interdit, ainsi que les feux de type méchouis et barbecues, à l’exception de ceux prévus dans des installations fixes (non situées sous couvert d'arbres) constituant une dépendance d'habitation.

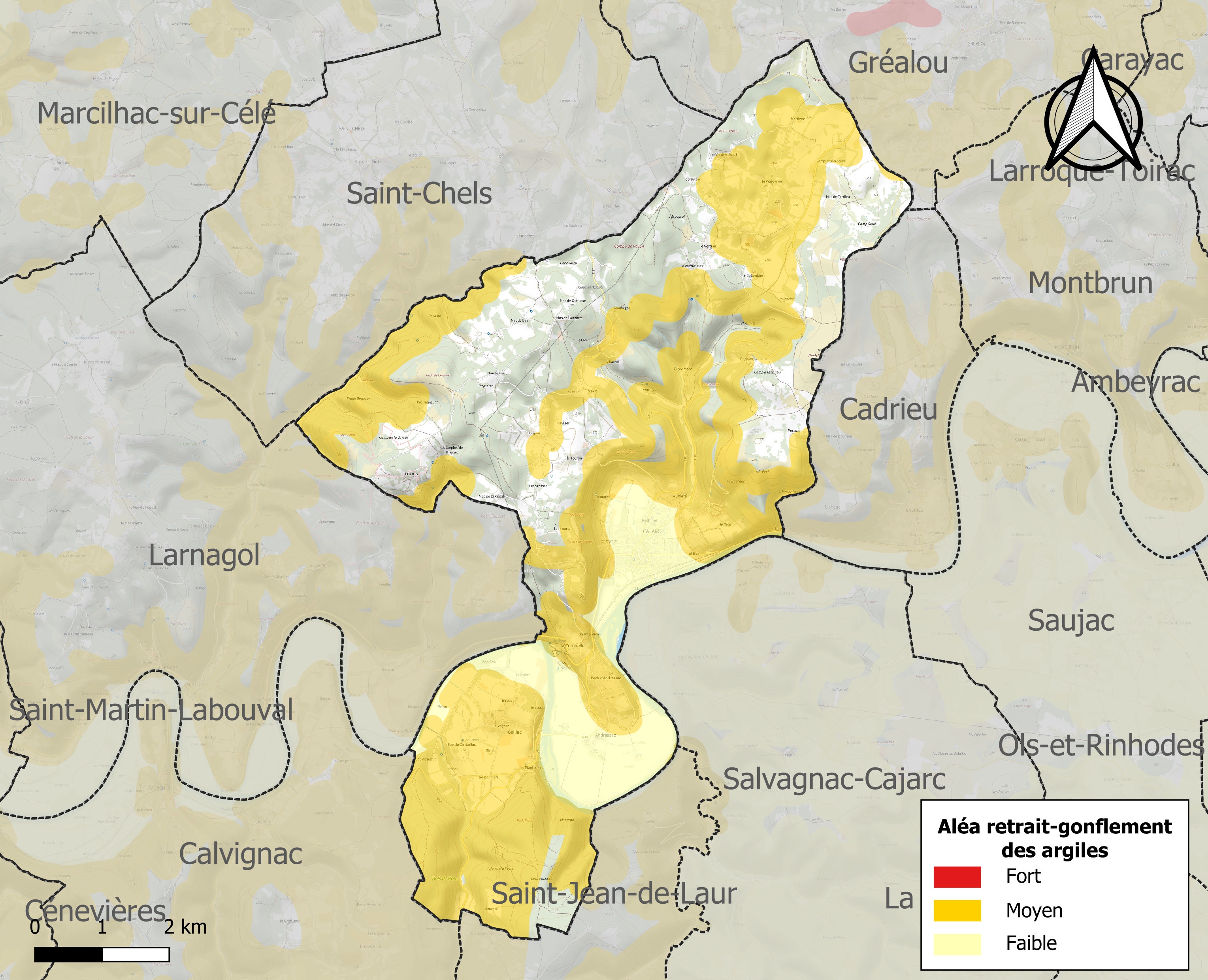
Carte des zones d'aléa retrait-gonflement des sols argileux de Cajarc.

Les mouvements de terrains susceptibles de se produire sur la commune sont des affaissements et effondrements liés aux cavités souterraines (hors mines), des éboulements, chutes de pierres et de blocs et des tassements différentiels. Par ailleurs, afin de mieux appréhender le risque d’affaissement de terrain, l'inventaire national des cavités souterraines permet de localiser celles situées sur la commune.
Le retrait-gonflement des sols argileux est susceptible d'engendrer des dommages importants aux bâtiments en cas d’alternance de périodes de sécheresse et de pluie. 52,8 % de la superficie communale est en aléa moyen ou fort (67,7 % au niveau départemental et 48,5 % au niveau national). Sur les 866 bâtiments dénombrés sur la commune en 2019, 414 sont en aléa moyen ou fort, soit 48 %, à comparer aux 72 % au niveau départemental et 54 % au niveau national. Une cartographie de l'exposition du territoire national au retrait gonflement des sols argileux est disponible sur le site du BRGM,.
Par ailleurs, afin de mieux appréhender le risque d’affaissement de terrain, l'inventaire national des cavités souterraines permet de localiser celles situées sur la commune.
Concernant les mouvements de terrains, la commune a été reconnue en état de catastrophe naturelle au titre des dommages causés par des mouvements de terrain en 1999.

#### Risques technologiques
La commune est en outre située en aval des barrages de Grandval et de Sarrans, des ouvrages de classe A disposant d'une retenue de respectivement 270,6 millions et 296 millions de mètres cubes,

## Toponymie
Le nom Cajarc aurait pour origine le nom germanique Cachihardus selon Ernest Nègre ou d'une altération de l'occitan cajaròca, du latin casa, désignant une pauvre maison, une hutte, peut-être point de départ du village.

## Histoire
Cajarc connut un habitat gallo-romain.

### Moyen Âge
Elle fut une ville importante du Quercy dotée d'une charte des coutumes en 1226. Ses seigneurs, les Hébrard de Saint-Sulpice, bâtirent des prieurés et protégèrent la population pendant la guerre de Cent Ans. Aussi désigne-t-on par « Hébrardie » la région autour de la vallée du Célé.
Cajarc fut longtemps résidence des évêques de Cahors.

#### Pèlerinage de Compostelle
Cajarc était un relais très fréquenté par les pèlerins de Saint-Jacques. Un hôpital existait déjà en 1269, il est cité de nombreuses fois dans les textes.
Un pont est construit sur le Lot en 1320 pour le passage des pèlerins.

### La Réforme
Cajarc, tout comme Figeac, opta pour la Réforme et fut démantelée par Louis XIII en 1622.

### Seconde Guerre mondiale
Une possible attaque de la préfecture de Corrèze est envisagée. Ces actions auront pour objectif de montrer la force du maquis et s’inscriront dans le cadre de « l’insurrection nationale » réclamée par la direction du parti communiste et celle des Francs-tireurs et partisans. L’opération du 1er mai est considérée comme un succès, avec plusieurs occupations de localités dans le département. Les responsables FTP, avec leur nouveau chef, Jean-Jacques Chapou, qui s’est illustré par l’occupation le 10 avril 1944 de la petite commune de Cajarc dans le Lot, réfléchissent à l’occupation de la ville de Tulle.

## Politique et administration

### Tendances politiques et résultats
Bien que marqué par la droite traditionnelle au début de la Vème République de par la présence de Georges Pompidou, possédant une maison secondaire sur le causse de Cajarc, élu municipal et maire durant 15 minutes, la commune penche à gauche dès 1971 avec l'élection de Guy Mirabel, radical.
En 2012, le candidat du Parti Socialiste François Hollande arrive largement en tête à Cajarc en obtenant 33,29% des suffrages, suivi par Nicolas Sarkozy, Président sortant et candidat UMP obtenant 26,34%, en troisième position se place le candidat du Front de Gauche avec 12,92%, suivi de Marine Le Pen candidate du FN avec 10,56%.
Au second tour, François Hollande arrive encore une fois largement en tête à Cajarc marquant encore une fois le positionnement à gauche de la commune, avec 57,93% des suffrages contre 42,07% pour Nicolas Sarkozy.
|                          |                          |                          | Premier tour | Premier tour | Second tour | Second tour |
| ------------------------ | ------------------------ | ------------------------ | ------------ | ------------ | ----------- | ----------- |
| Inscrits                 | Inscrits                 | Inscrits                 | 960          |              | 960         |             |
| Abstentions              | Abstentions              | Abstentions              | 134          | 13,96 %      | 114         | 11,88 %     |
| Votants                  | Votants                  | Votants                  | 826          | 86,04 %      | 846         | 88,13 %     |
|                          |                          |                          |              |              |             |             |
| Bulletins enregistrés    | Bulletins enregistrés    | Bulletins enregistrés    | 826          |              | 846         |             |
| Bulletins blancs ou nuls | Bulletins blancs ou nuls | Bulletins blancs ou nuls | 21           | 2,54 %       | 33          | 3,9 %       |
| Suffrages exprimés       | Suffrages exprimés       | Suffrages exprimés       | 805          | 97,46 %      | 813         | 96,1 %      |
|                          |                          |                          |              |              |             |             |
|                          | Candidat                 | Parti                    | Suffrages    | Pourcentage  | Suffrages   | Pourcentage |
|                          | N. Sarkozy               | UMP                      | 212          | 26,34 %      | 342         | 42,07 %     |
|                          | F. Hollande              | PS                       | 268          | 33,29 %      | 471         | 57,93 %     |
|                          | M. Le Pen                | FN                       | 85           | 10,56 %      |             |             |
|                          | J. L. Mélenchon          | FG                       | 112          | 13,91 %      |             |             |
|                          | F. Bayrou                | MoDem                    | 74           | 9,19 %       |             |             |
|                          | Autres candidats         | -                        | 54           | 6,71 %       |             |             |

## Démographie
| 1793  | 1800  | 1806  | 1821  | 1831  | 1836  | 1841  | 1846  | 1851  |
| ----- | ----- | ----- | ----- | ----- | ----- | ----- | ----- | ----- |
| 1 911 | 1 975 | 2 220 | 2 001 | 1 889 | 2 053 | 2 055 | 2 143 | 1 837 |

| 1856  | 1861  | 1866  | 1872  | 1876  | 1881  | 1886  | 1891  | 1896  |
| ----- | ----- | ----- | ----- | ----- | ----- | ----- | ----- | ----- |
| 1 891 | 1 928 | 1 917 | 1 942 | 1 847 | 1 934 | 1 959 | 1 818 | 1 661 |

| 1901  | 1906  | 1911  | 1921  | 1926  | 1931  | 1936  | 1946  | 1954  |
| ----- | ----- | ----- | ----- | ----- | ----- | ----- | ----- | ----- |
| 1 505 | 1 527 | 1 409 | 1 260 | 1 205 | 1 166 | 1 100 | 1 325 | 1 002 |

| 1962  | 1968  | 1975  | 1982  | 1990  | 1999  | 2005  | 2006  | 2010  |
| ----- | ----- | ----- | ----- | ----- | ----- | ----- | ----- | ----- |
| 1 020 | 1 044 | 1 028 | 1 059 | 1 033 | 1 114 | 1 096 | 1 088 | 1 119 |

| 2015  | 2020  | 2022  | - | - | - | - | - | - |
| ----- | ----- | ----- | - | - | - | - | - | - |
| 1 130 | 1 117 | 1 134 | - | - | - | - | - | - |

## Économie

### Revenus
En 2018, la commune compte 555 ménages fiscaux, regroupant 1 053 personnes. La médiane du revenu disponible par unité de consommation est de 20 390 € (20 740 € dans le département).

### Emploi
|                | 2008   | 2013   | 2018  |
| -------------- | ------ | ------ | ----- |
| Commune        | 10,2 % | 11,9 % | 12 %  |
| Département    | 7,3 %  | 8,9 %  | 9,6 % |
| France entière | 8,3 %  | 10 %   | 10 %  |

En 2018, la population âgée de 15 à 64 ans s'élève à 527 personnes, parmi lesquelles on compte 74,4 % d'actifs (62,4 % ayant un emploi et 12 % de chômeurs) et 25,6 % d'inactifs,. Depuis 2008, le taux de chômage communal (au sens du recensement) des 15-64 ans est supérieur à celui de la France et du département.
La commune est hors attraction des villes,. Elle compte 490 emplois en 2018, contre 502 en 2013 et 484 en 2008. Le nombre d'actifs ayant un emploi résidant dans la commune est de 344, soit un indicateur de concentration d'emploi de 142,5 % et un taux d'activité parmi les 15 ans ou plus de 41,5 %.
Sur ces 344 actifs de 15 ans ou plus ayant un emploi, 198 travaillent dans la commune, soit 58 % des habitants. Pour se rendre au travail, 73 % des habitants utilisent un véhicule personnel ou de fonction à quatre roues, 1,4 % les transports en commun, 17,4 % s'y rendent en deux-roues, à vélo ou à pied et 8,1 % n'ont pas besoin de transport (travail au domicile).

### Activités hors agriculture

#### Secteurs d'activités
171 établissements sont implantés  à Cajarc au 31 décembre 2019. Le tableau ci-dessous en détaille le nombre par secteur d'activité et compare les ratios avec ceux du département,.
| Secteur d'activité                                                                                        | Commune | Commune | Département |
| Secteur d'activité                                                                                        | Nombre  | %       | %           |
| --- | ------- | ------- | ----------- |
| Ensemble                                                                                                  | 171     | 100 %   | (100 %)     |
| Industrie manufacturière, industries extractives et autres                                                | 21      | 12,3 %  | (14 %)      |
| Construction                                                                                              | 16      | 9,4 %   | (13,9 %)    |
| Commerce de gros et de détail, transports, hébergement et restauration                                    | 45      | 26,3 %  | (29,9 %)    |
| Information et communication                                                                              | 3       | 1,8 %   | (1,8 %)     |
| Activités financières et d'assurance                                                                      | 5       | 2,9 %   | (2,8 %)     |
| Activités immobilières                                                                                    | 6       | 3,5 %   | (3,5 %)     |
| Activités spécialisées, scientifiques et techniques et activités de services administratifs et de soutien | 19      | 11,1 %  | (13,5 %)    |
| Administration publique, enseignement, santé humaine et action sociale                                    | 43      | 25,1 %  | (12 %)      |
| Autres activités de services                                                                              | 13      | 7,6 %   | (8,7 %)     |

Le secteur du commerce de gros et de détail, des transports, de l'hébergement et de la restauration est prépondérant sur la commune puisqu'il représente 26,3 % du nombre total d'établissements de la commune (45 sur les 171 entreprises implantées  à Cajarc), contre 29,9 % au niveau départemental.

#### Entreprises et commerces
Les cinq entreprises ayant leur siège social sur le territoire communal qui génèrent le plus de chiffre d'affaires en 2020 sont : 
- Districaj, supermarchés (6 803 k€)
- Vinghes, commerce de détail de viandes et de produits à base de viande en magasin spécialisé (461 k€)
- SARL Benniks, boulangerie et boulangerie-pâtisserie (329 k€)
- Entreprise Veuve Roques Et Fils, réparation d'équipements électriques (47 k€)
- Indifaro, activités des sociétés holding (21 k€)

### Agriculture
La commune est dans la vallée du Lot », une petite région agricole s'étendant d'est en ouest et de part et d'autre du cours du Lot, particulièrement réputée pour ses vignes, celles du vignoble de Cahors plus précisément. En 2020, l'orientation technico-économique de l'agriculture  sur la commune est la polyculture et/ou le polyélevage.
|               | 1988 | 2000 | 2010 | 2020 |
| ------------- | ---- | ---- | ---- | ---- |
| Exploitations | 47   | 22   | 17   | 15   |
| SAU (ha)      | 673  | 492  | 612  | 577  |

Le nombre d'exploitations agricoles en activité et ayant leur siège dans la commune est passé de 47 lors du recensement agricole de 1988  à 22 en 2000 puis à 17 en 2010 et enfin à 15 en 2020, soit une baisse de 68 % en 32 ans. Le même mouvement est observé à l'échelle du département qui a perdu pendant cette période 60 % de ses exploitations,. La surface agricole utilisée sur la commune a également diminué, passant de 673 ha en 1988 à 577 ha en 2020. Parallèlement la surface agricole utilisée moyenne par exploitation a augmenté, passant de 14 à 38 ha.

## Culture locale, patrimoine et festival

### Lieux et monuments
- Cette petite ville ancienne, agréable centre de vacances, conserve beaucoup de vieilles maisons pittoresques et les ruines d'un château du XIIIe siècle.
- L'église Saint-Étienne de Cajarc fut construite au XIIIe siècle par Aymeric Hébrard de Saint-Sulpice, évêque de Coïmbra, puis fut souvent remaniée[37]. Elle fut l'objet d'un pèlerinage du Saint-Sacrement suivi en Rouergue et en pays toulousain[37]. L'édifice est référencé dans la base Mérimée et à l'Inventaire général Région Occitanie[49]. Plusieurs objets (tableaux, croix procession, calice, ciboire, etc.) sont référencés dans la base Palissy[49].
- Église Saint-Julien de Gaillac.
- Port de batellerie, sa chapelle Sainte-Marguerite était un lieu de pèlerinage des mariniers.
- La chapelle de la Madeleine de Cajarc, dite la Capelette de Cajarc, remonte au XIIe siècle, elle dépendait d'une léproserie qui donnait aussi l'hospitalité aux voyageurs avant la traversée du causse. Elle est inscrite au titre des monuments historiques en 1941 sous le nom erroné de chapelle Sainte-Marguerite dite des Mariniers[50].
- Chapelle des clarisses de Cajarc.

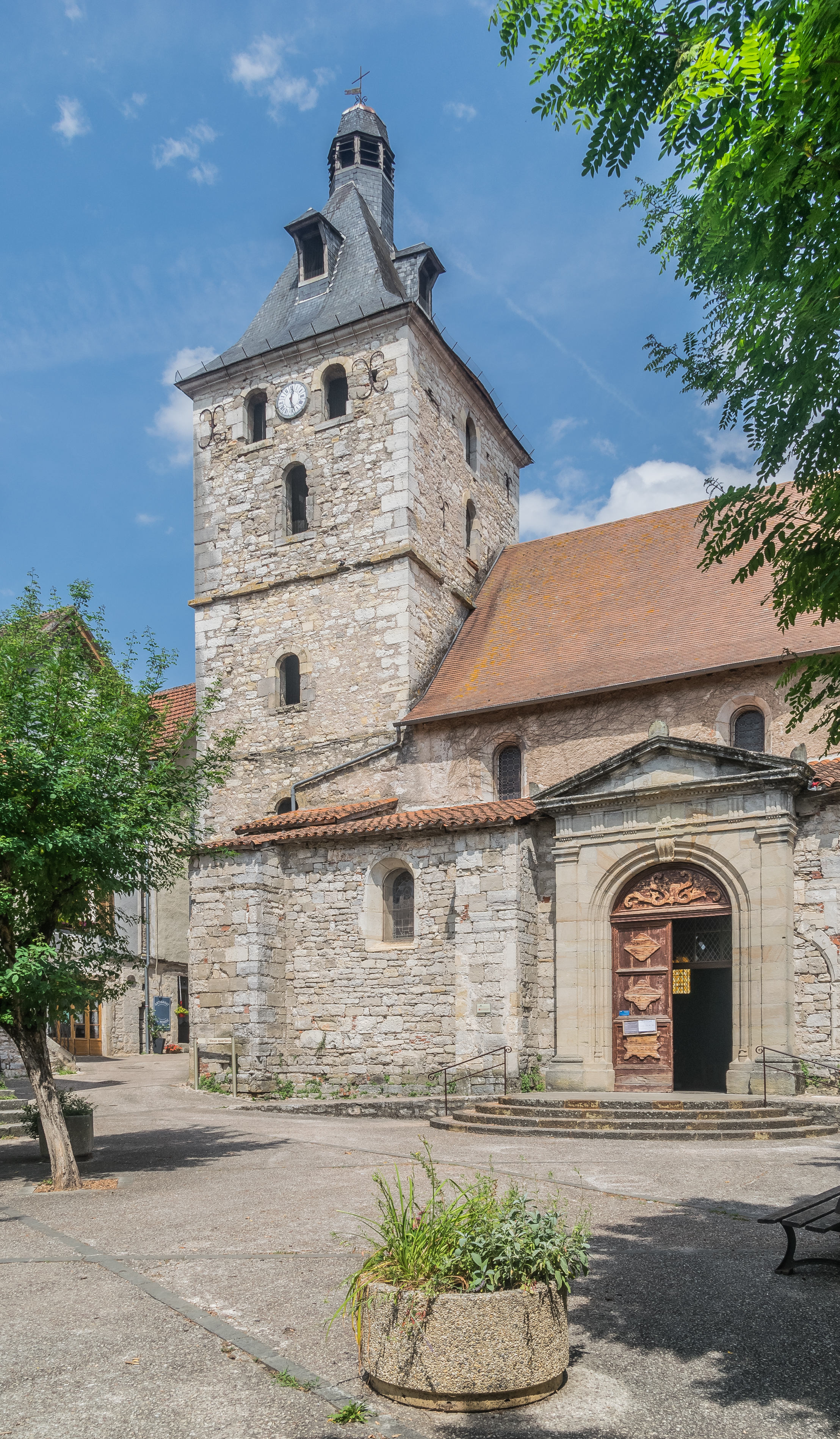
Église Saint-Étienne de Cajarc
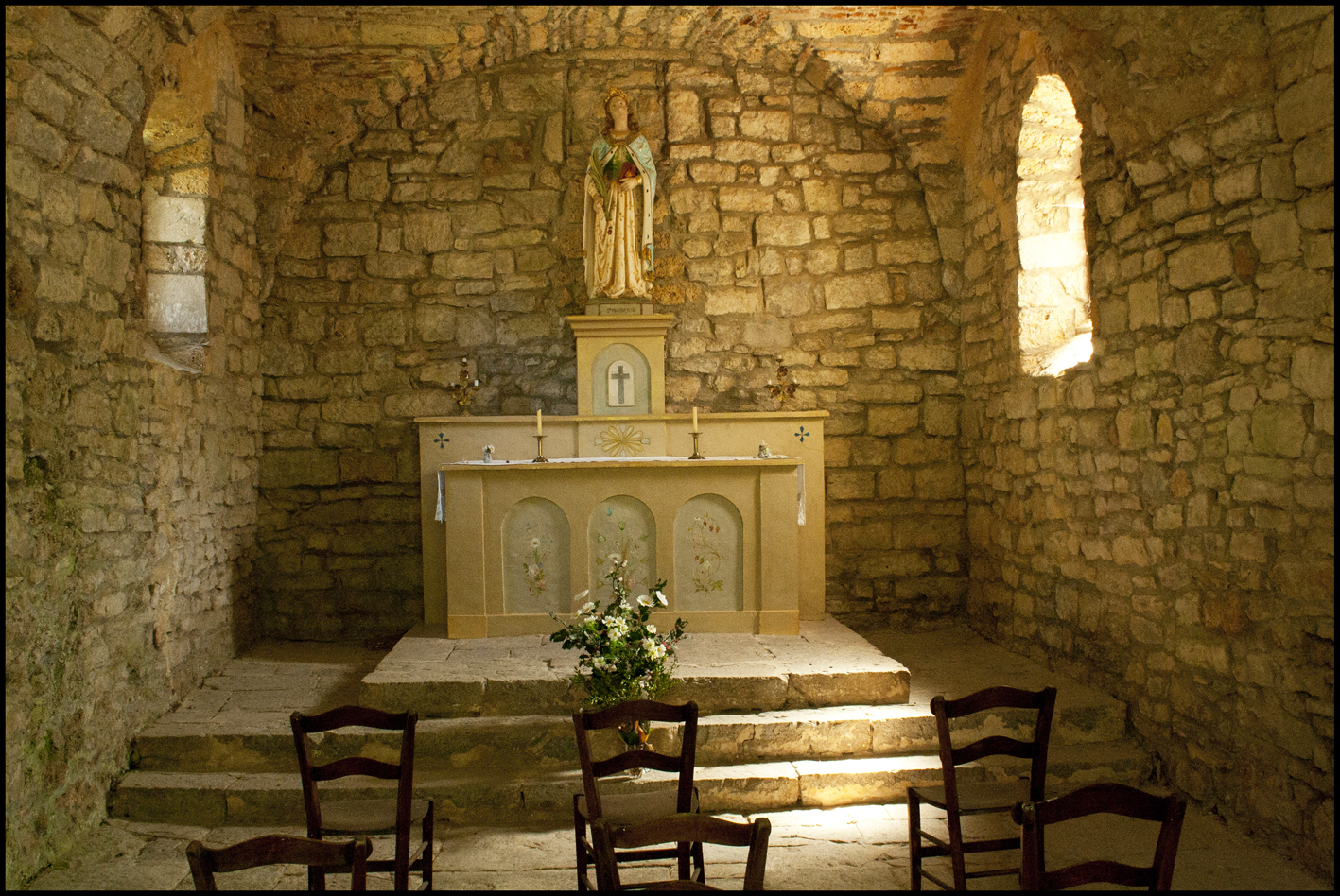
Intérieur de la chapelle des Mariniers.

- « La maison de l'Hébrardie » aux fenêtres gothiques date de la fin du XIIIe siècle[37] ; elle constitue un vestige du château de la puissante famille des Hébrard de Saint-Sulpice. Elle est classée monument historique en 1924[51].
- À proximité du bourg, on peut voir une cascade de 25 mètres de haut, dénommée la Caougne ; dans le cirque de plateaux, on aperçoit, au nord, le « Roc de Conte » et à flanc de coteau, le « château des Anglais ».
- En amont de la ville se trouve le « Saut de la Mounine », point de vue sur la vallée et les méandres du Lot.
- Dolmens du Camp d'Inou Tou : 3 dolmens.
- Dolmens du Verdier : 3 dolmens.

### Art contemporain
- Maison des arts Georges et Claude Pompidou (MAGCP), centre d'art contemporain labellisé Centre d'art contemporain d'intérêt national[52]. La MAGCP propose des expositions toute l'année et un parcours d'art contemporain en vallée du Lot chaque été (16e édition en 2020). Elle est également chargée des résidences d'artistes des Maisons Daura, à Saint-Cirq-Lapopie.

### Festival
Depuis 1999 se tient fin juillet Africajarc, un festival pluridisciplinaire consacré à la musique et aux cultures d'Afrique.

### Patrimoine ferroviaire

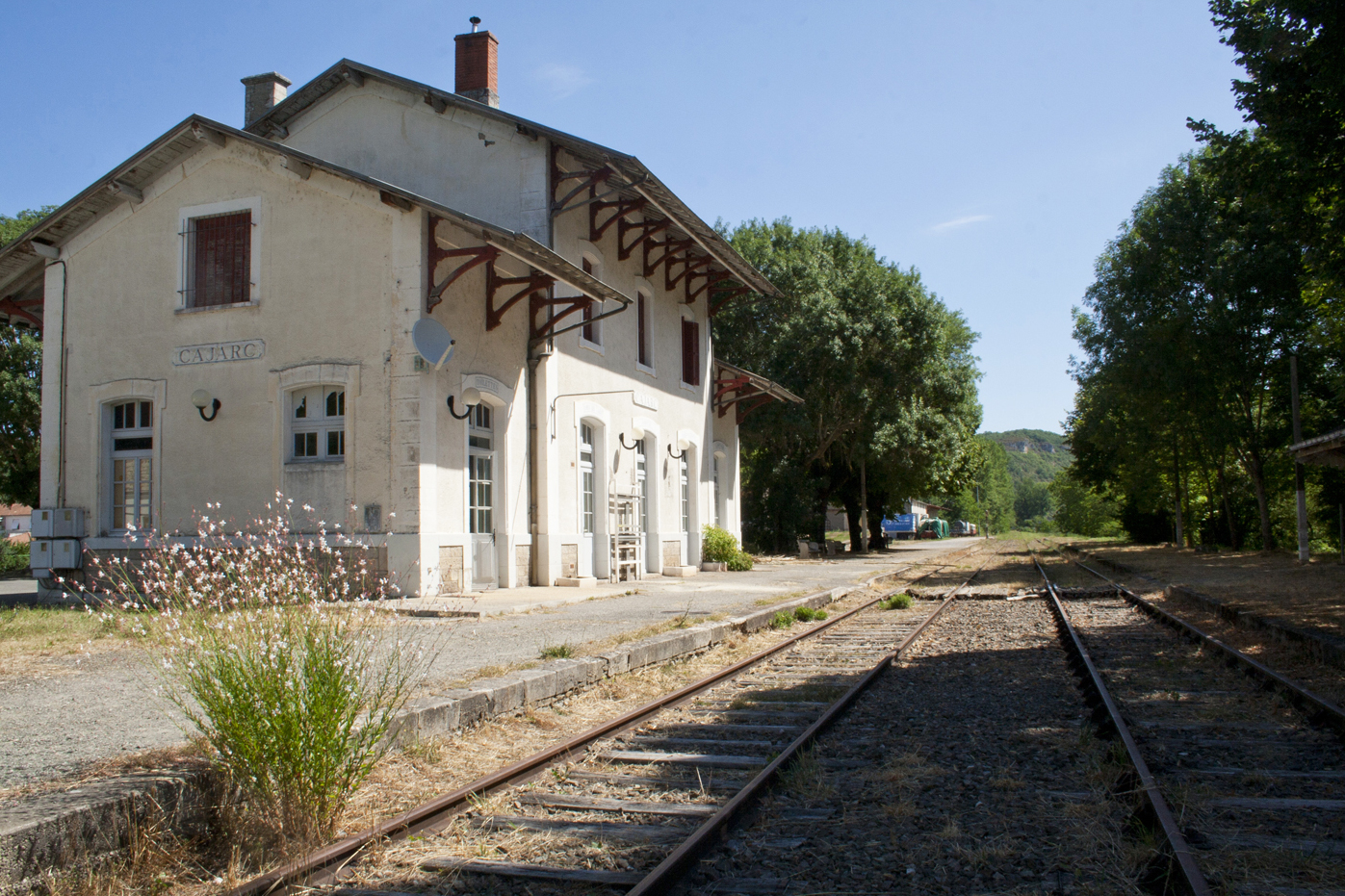
Gare de Cajarc.

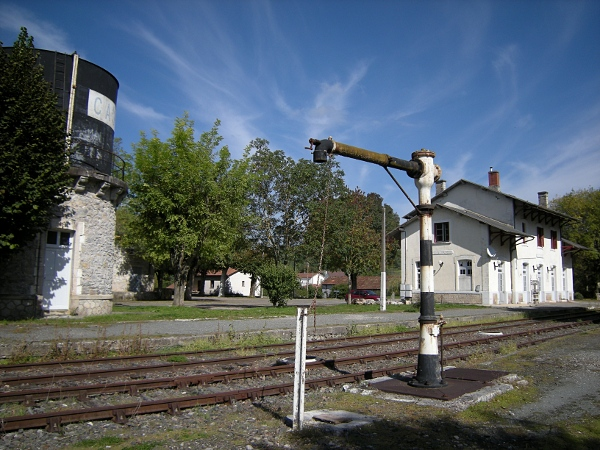
La gare et une grue hydraulique datant de 1890.

Cajarc se situe sur la ligne de chemin de fer Cahors - Capdenac. Bien que la gare soit désaffectée, Cajarc conserve plusieurs bâtiments ferroviaires ainsi qu'un réservoir d'eau et deux grues hydrauliques qui étaient utilisés pour approvisionner les locomotives à vapeur.
L'association des cheminots et amis du rail du Pays de Cajarc gère un musée du rail installé dans un ancien bâtiment ferroviaire situé à proximité de la gare ; ce musée présente une collection de matériel ferroviaire.
La gare est inscrite au titre des monuments historiques depuis 1989.

### Personnalités liées à la commune
- Antoine Innocent Blaviel, né le 9 février 1757 à Cajarc, député à la Convention et au Conseil des Cinq-Cents.
- Julien Rolland, homme politique né le 25 novembre 1801 à Cajarc (Lot) et décédé le 5 novembre 1879 à Cajarc.
- Georges Pompidou, président de la République française de 1969 à 1974, fut conseiller municipal de la commune de 1965 à 1969 ; il y possédait une propriété, sur le causse, au hameau de Prajoux, où il venait se ressourcer en famille.
- Bernard Pons, homme politique français ; il a été conseiller municipal de Cajarc, puis conseiller général du canton de Cajarc.
- Guy Murat, né le 23 septembre 1912 à Cajarc et mort le 26 janvier 1987 à Figeac, maire de Cajarc de 1959 à 1971 et député du Lot de 1969 à 1973.
- Françoise Sagan, née le 21 juin 1935 à Cajarc. Elle évoque son pays natal dans un article intitulé : « Cajarc au ralenti »[54].
- Coluche pour le jeu télévisé de Guy Lux, Le Schmilblick[55]. Dans ce sketch, où Cajarc est située erronément en Aveyron, apparaît un autre personnage célèbre de l'humoriste, Papy Mougeot (« de Cajarc »).
- La proxénète Madame Claude y possédait une bergerie (rachetée à l'ancien ministre Olivier Guichard), où elle emmenait ses « filles » se reposer entre leurs prestations[56].

### Héraldique
| Cajarc | Son blasonnement est : « D'azur, à un château d'or donjonné de deux tours de même, la porte ouverte, et les donjons chargés chacun d'une croix de sable, et accostés d'une aigle d'argent. » |

## Pour approfondir

#### Site de l'Insee
1. ↑  « La grille communale de densité », sur le site de l'Insee, 28 mai 2024 (consulté le 28 juin 2024).
2. ↑  Insee, « Métadonnées de la commune de Cajarc ».
3. ↑  « Base des aires d'attraction des villes 2020. », sur le site de l'Insee, 21 octobre 2020 (consulté le 28 juin 2024).
4. ↑  Marie-Pierre de Bellefon, Pascal Eusebio, Jocelyn Forest, Olivier Pégaz-Blanc et Raymond Warnod (Insee), « En France, neuf personnes sur dix vivent dans l’aire d’attraction d’une ville », sur le site de l'Insee, 21 octobre 2020 (consulté le 28 juin 2024).
5. ↑  « REV T1 - Ménages fiscaux de l'année 2018 à Cajarc » (consulté le 5 février 2022).
6. ↑  « REV T1 - Ménages fiscaux de l'année 2018 dans le Lot » (consulté le 5 février 2022).
7. 1 2  « Emp T1 - Population de 15 à 64 ans par type d'activité en 2018 à Cajarc » (consulté le 5 février 2022).
8. ↑  « Emp T1 - Population de 15 à 64 ans par type d'activité en 2018 dans le Lot » (consulté le 5 février 2022).
9. ↑  « Emp T1 - Population de 15 à 64 ans par type d'activité en 2018 dans la France entière » (consulté le 5 février 2022).
10. ↑  « Base des aires d'attraction des villes 2020 », sur site de l'Insee (consulté le 10 avril 2021).
11. ↑  « Emp T5 - Emploi et activité en 2018 à Cajarc » (consulté le 5 février 2022).
12. ↑  « ACT T4 - Lieu de travail des actifs de 15 ans ou plus ayant un emploi qui résident dans la commune en 2018 » (consulté le 5 février 2022).
13. ↑  « ACT G2 - Part des moyens de transport utilisés pour se rendre au travail en 2018 » (consulté le 5 février 2022).
14. ↑  « DEN T5 - Nombre d'établissements par secteur d'activité au 31 décembre 2019 à Cajarc » (consulté le 14 février 2022).
15. ↑  « DEN T5 - Nombre d'établissements par secteur d'activité au 31 décembre 2019 dans le Lot » (consulté le 14 février 2022).

#### Autres sources
1. ↑  Carte IGN sous Géoportail
2. 1 2  Daniel Joly, Thierry Brossard, Hervé Cardot, Jean Cavailhes, Mohamed Hilal et Pierre Wavresky, « Les types de climats en France, une construction spatiale », Cybergéo, revue européenne de géographie - European Journal of Geography, no 501,‎ 18 juin 2010 (DOI 10.4000/cybergeo.23155, lire en ligne, consulté le 14 novembre 2023)
3. ↑  « Zonages climatiques en France métropolitaine. », sur pluiesextremes.meteo.fr (consulté le 14 novembre 2023).
4. ↑  « Orthodromie entre Cajarc et Faycelles », sur fr.distance.to (consulté le 14 novembre 2023).
5. ↑  « Station Météo-France « Faycelles » (commune de Faycelles) - fiche climatologique - période 1991-2020 », sur donneespubliques.meteofrance.fr (consulté le 14 novembre 2023).
6. ↑  « Station Météo-France « Faycelles » (commune de Faycelles) - fiche de métadonnées. », sur donneespubliques.meteofrance.fr (consulté le 14 novembre 2023).
7. ↑  « Climadiag Commune : diagnostiquez les enjeux climatiques de votre collectivité. », sur meteofrance.fr, novembre 2022 (consulté le 14 novembre 2023).
8. ↑  « Les espaces protégés. », sur le site de l'INPN (consulté le 10 mai 2022).
9. ↑  « Liste des espaces protégés sur la commune », sur Inventaire national du patrimoine naturel (consulté le 2 septembre 2021).
10. ↑  « Le parc naturel régional des Causses du Quercy – charte 2012-2024 »(Archive.org • Wikiwix • Archive.is • Google • Que faire ?), sur parc-causses-du-quercy.fr (consulté le 8 mai 2021).
11. ↑  [PDF]« Le parc naturel régional des Causses du Quercy – charte 2012-2024 - le rapport »(Archive.org • Wikiwix • Archive.is • Google • Que faire ?), sur parc-causses-du-quercy.fr (consulté le 8 mai 2021).
12. ↑  « Fiche descriptive », sur le site de l'inventaire national du patrimoine naturel (consulté le 1er septembre 2021).
13. ↑  « le géoparc des Causses du Quercy »(Archive.org • Wikiwix • Archive.is • Google • Que faire ?), sur le site des Géoparks de l'Unesco (consulté le 26 août 2021).
14. ↑  « Géoparc des Causses du Quercy - fiche descriptive », sur le site de l'inventaire national du patrimoine naturel (consulté le 1er septembre 2021).
15. ↑  « Réserve naturelle d'intérêt géologique du département du Lot. », sur reserves-naturelles.org (consulté le 26 août 2021).
16. ↑  « la réserve naturelle nationale d'intérêt géologique du département du Lot - fiche descriptive », sur le site de l'inventaire national du patrimoine naturel (consulté le 2 septembre 2021).
17. 1 2  « Liste des ZNIEFF de la commune de Cajarc », sur le site de l'Inventaire national du patrimoine naturel (consulté le 2 septembre 2021).
18. ↑  « ZNIEFF les « bois et prairies du vallon du Verboul et des combes tributaires » - fiche descriptive », sur le site de l'inventaire national du patrimoine naturel (consulté le 2 septembre 2021).
19. ↑  « ZNIEFF le « cours moyen du Lot » - fiche descriptive », sur le site de l'inventaire national du patrimoine naturel (consulté le 2 septembre 2021).
20. ↑  « ZNIEFF « la Fin du Monde, Puczats, Pique Merle et Roc de Conte » - fiche descriptive », sur le site de l'inventaire national du patrimoine naturel (consulté le 2 septembre 2021).
21. ↑  « ZNIEFF la « montagne de Gaïfié et combes des ruisseaux de l'Oule et de Soubeyre » - fiche descriptive », sur le site de l'inventaire national du patrimoine naturel (consulté le 2 septembre 2021).
22. ↑  « ZNIEFF la « Moyenne vallée du Lot » - fiche descriptive », sur le site de l'inventaire national du patrimoine naturel (consulté le 2 septembre 2021).
23. ↑  « CORINE Land Cover (CLC) - Répartition des superficies en 15 postes d'occupation des sols (métropole). », sur le site des données et études statistiques du ministère de la Transition écologique. (consulté le 14 avril 2021).
24. 1 2 3  « Les risques près de chez moi - commune de Cajarc », sur Géorisques (consulté le 17 octobre 2022).
25. ↑  BRGM, « Évaluez simplement et rapidement les risques de votre bien », sur Géorisques (consulté le 13 septembre 2022).
26. ↑  DREAL Occitanie, « CIZI », sur occitanie.developpement-durable.gouv.fr (consulté le 13 septembre 2022).
27. ↑  « Dossier départemental des risques majeurs dans le Lot »(Archive.org • Wikiwix • Archive.is • Google • Que faire ?), sur lot.gouv.fr (consulté le 13 septembre 2022), partie 1 -  chapitre Risque inondation.
28. ↑  « Dossier départemental des risques majeurs dans le Lot »(Archive.org • Wikiwix • Archive.is • Google • Que faire ?), sur lot.gouv.fr (consulté le 13 septembre 2022).
29. ↑  « Dossier départemental des risques majeurs dans le Lot »(Archive.org • Wikiwix • Archive.is • Google • Que faire ?), sur lot.gouv.fr (consulté le 13 septembre 2022), chapitre Mouvements de terrain.
30. 1 2  « Liste des cavités souterraines localisées sur la commune de Cajarc », sur georisques.gouv.fr (consulté le 13 septembre 2022).
31. ↑  « Retrait-gonflement des argiles », sur le site de l'observatoire national des risques naturels (consulté le 13 septembre 2022).
32. ↑  Article R214-112 du code de l’environnement
33. ↑  « barrage de Grandval », sur barrages-cfbr.eu (consulté le 13 septembre 2022).
34. ↑  « barrage de Sarrans », sur barrages-cfbr.eu (consulté le 13 septembre 2022).
35. ↑  « Dossier départemental des risques majeurs dans le Lot »(Archive.org • Wikiwix • Archive.is • Google • Que faire ?), sur lot.gouv.fr (consulté le 13 septembre 2022), chapitre « Risque rupture de barrage ».
36. ↑  Gaston Bazalgues et Jacqueline Bazalgues, À la découverte des noms de lieux du Quercy et des communes du Lot : Toponymie lotoise, Aubenas, Gourdon : Éditions de la Bouriane et du Quercy, juin 2002, 133 p. (ISBN 2-910540-16-2, BNF 40220401), p. 108.
37. 1 2 3 4 5 6  Michel de la Torre, Lot - L'art et la nature de ses 340 communes, Nathan, 1985.
38. ↑  « Georges Pompidou, homme de la terre, attaché à Cajarc dans le Lot », sur actu.fr, 9 juin 2019 (consulté le 22 juin 2024)
39. ↑  « Les maires de Cajarc », sur Site francegenweb, 19 février 2011 (consulté le 9 octobre 2016).
40. ↑  L'organisation du recensement, sur insee.fr.
41. ↑  Calendrier départemental des recensements, sur insee.fr.
42. ↑  Des villages de Cassini aux communes d'aujourd'hui sur le site de l'École des hautes études en sciences sociales.
43. ↑  Fiches Insee - Populations de référence de la commune pour les années 2006, 2007, 2008, 2009, 2010, 2011, 2012, 2013, 2014, 2015, 2016, 2017, 2018, 2019, 2020, 2021 et 2022.
44. ↑  « Entreprises à Cajarc », sur entreprises.lefigaro.fr (consulté le 14 février 2022).
45. ↑  « Les régions agricoles (RA), petites régions agricoles(PRA) - Année de référence : 2017 », sur agreste.agriculture.gouv.fr (consulté le 14 février 2022).
46. ↑  Présentation des premiers résultats du recensement agricole 2020, Ministère de l’agriculture et de l’alimentation, 10 décembre 2021
47. 1 2  « Fiche de recensement agricole - Exploitations ayant leur siège dans la commune de Cajarc - Données générales », sur recensement-agricole.agriculture.gouv.fr (consulté le 14 février 2022).
48. ↑  « Fiche de recensement agricole - Exploitations ayant leur siège dans le département du Lot » (consulté le 14 février 2022).
49. 1 2  « Église paroissiale Saint-Etienne », sur pop.culture.gouv.fr (consulté le 17 mai 2021).
50. ↑  « Chapelle des Mariniers », notice no PA00095032, sur la plateforme ouverte du patrimoine, base Mérimée, ministère français de la Culture.
51. ↑  « Maison de l'Hébrardie », notice no PA00095033, sur la plateforme ouverte du patrimoine, base Mérimée, ministère français de la Culture.
52. ↑  Voir sur le site de la MAGCP.
53. ↑  « Gare », notice no PA00095285, sur la plateforme ouverte du patrimoine, base Mérimée, ministère français de la Culture.
54. ↑  Françoise Sagan : Bonjour New York suivi de Maisons louées, réédition posthume, 2008.
55. ↑  « Eh bien bonjour, le Schmilblick est aujourd'hui à Cajarc, petite ville de l'Aveyron (sic). Je rappelle brièvement que le Schmilblick est presque rond, qu'il contient du jaune, qu'il tient dans la main, qu'on peut le faire cuire de différentes façons et qu'un navigateur le faisait tenir debout. A vous Cajarc ! A vous Simone ! Premier candidat… »
Le sketch est une réalisation de Martin Lamotte, qui joue le rôle de Guy Lux, Christine Dejoux étant Simone Garnier. Coluche lui piquera aussi l'idée du Cancer du bras droit.
56. ↑  Loïc Sellin et Denis Taranto, « Sagan : l'album retrouvé », Vanity Fair n° 26, août 2015, pages 140-149.
57. ↑  Victor Adolphe Malte-Brun, Lot : Géographie - Histoire - Statistique - Administration, Les éditions du Bastion, 1882 (réimpr. 1980), 58 p., p. 49.